# 圣弥额尔主教座堂 (阿尔巴尤利亚)
圣弥额尔主教座堂（罗马尼亚语：Catedrala Sfântul Mihail）是天主教阿尔巴尤利亚总教区的主教座堂，位于罗马尼亚特兰西瓦尼亚地区城市阿尔巴尤利亚，是罗马尼亚两个总主教驻地之一，以及该国最古老的教堂之一。 
许多名人葬于该堂，其中包括匈牙利国王扎波尧伊·亚诺什·齐格蒙特（1540-1570）。

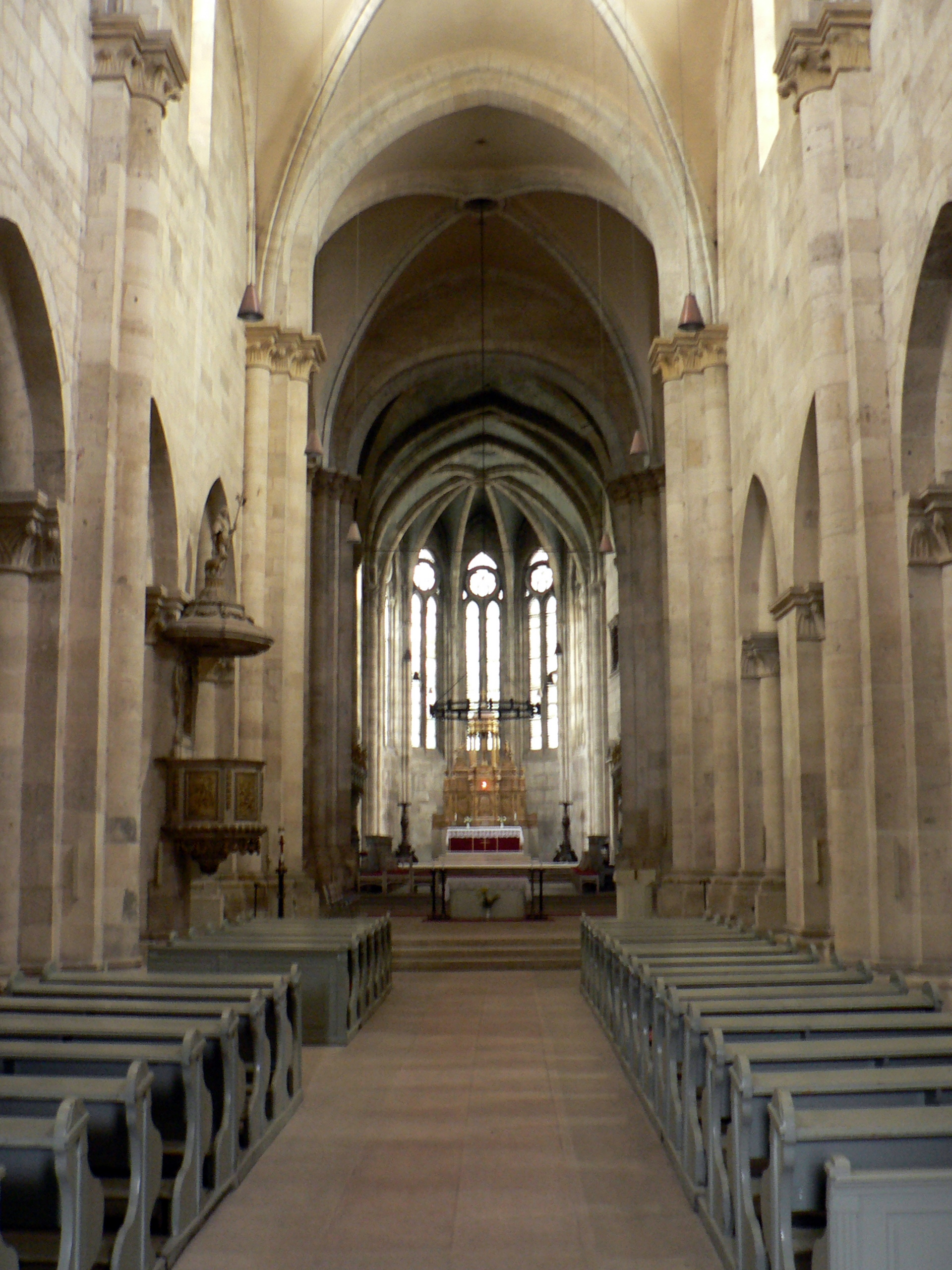
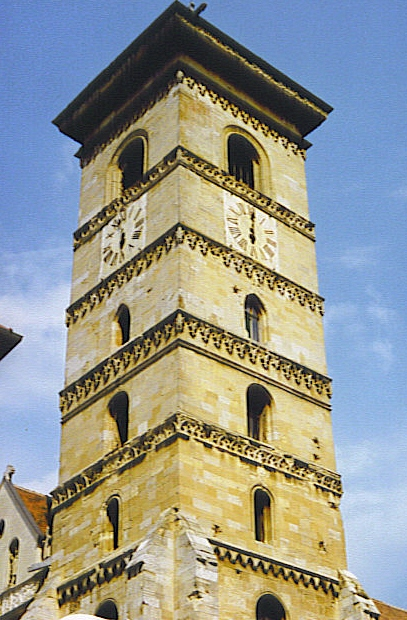
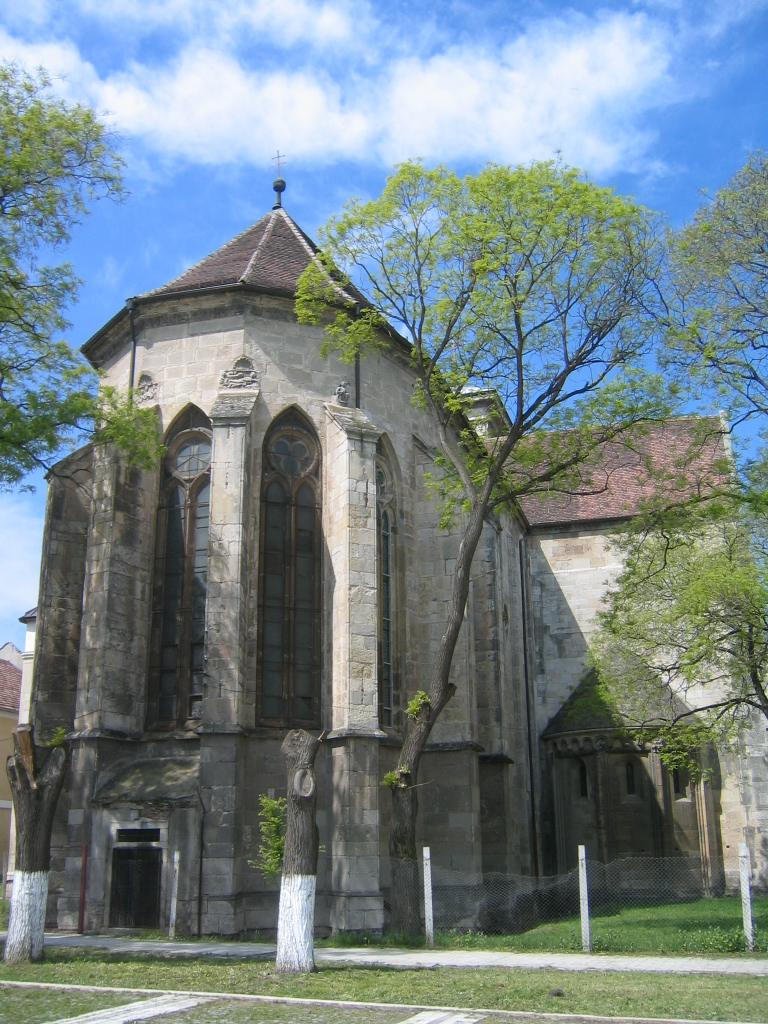